# Vena superficial
Les venes superficials són venes que es troben a prop de la superfície del cos, a diferència de les venes profundes, que estan lluny de la superfície.
Les venes superficials no estan emparellades amb una artèria, a diferència de les venes profundes, que normalment s'associen amb una artèria del mateix nom.
Les venes superficials són importants fisiològicament per al refredament del cos. Quan el cos està massa calent, el cos deriva la sang des de les venes profundes cap a les venes superficials per facilitar la transferència de calor a l'entorn del cos. Les venes superficials sovint són visibles sota la pell. Les que estan per sota del nivell del cor tendeixen a sobresortir, cosa que es pot observar fàcilment a la mà, on les venes sobresurten significativament menys després que el braç s'ha aixecat per sobre del cap durant un curt temps. Les venes es tornen més visibles quan s'aixeca un pes pesat, especialment després d'un període adequat d'entrenament fent força.
Fisiològicament, les venes superficials no són tan importants com les venes profundes (ja que porten menys sang) i de vegades s'extirpen mitjançant un procediment anomenat fleboextracció, que s'utilitza per tractar les venes varicoses.